# ميخائيل ديكي
ميخائيل ديكي (بالإنجليزية: Michael Dickie)‏ هو مدرب كرة قدم ولاعب كرة قدم بريطاني في مركز ظهير ‏، ولد في 5 مايو 1979 في Vale of Leven ‏ في المملكة المتحدة. لعب مع نادي دمبرتون.